# Commercial Lunar Payload Services
```
   
Commercial Lunar Payload Services
 (
CLPS
) és un programa de 
la NASA
 per contractar empreses per enviar petits aterradors i rovers robòtics a la 
Lluna
. La majoria dels llocs d'aterratge es troben a prop del 
pol sud lunar
[
1
]
  on buscaran 
recursos lunars
, provaran conceptes 
d'utilització de recursos in situ
 (ISRU) i realitzaran ciències lunars per donar suport al 
programa lunar Artemis
. CLPS està pensat per comprar serveis de càrrega útil d'extrem a extrem entre la Terra i la superfície lunar mitjançant 
contractes de preu fix
.
[
2
]
[
3
]
 El programa va aconseguir el primer aterratge a la Lluna d'una empresa comercial de la història amb la missió 
IM-1
 el 2024. El programa es va ampliar per afegir suport per a càrregues útils grans a partir del 2025.
```

El programa CLPS està dirigit per la Direcció de Missió Científica de la NASA juntament amb les Direccions d'Exploració Humana i Operacions i Missió de Tecnologia Espacial. La NASA espera que els contractistes proporcionin totes les activitats necessàries per integrar, acomodar, transportar i operar de manera segura les càrregues útils de la NASA, inclosos els vehicles de llançament, les naus espacials lunars, els sistemes de superfície lunar, els vehicles de reentrada a la Terra i els recursos associats.
S'han contractat vuit missions en el marc del programa (sense comptar un contracte de missió que va ser revocat després de l'adjudicació i un altre contracte de missió que es va cancel·lar després que l'empresa contractada va fer fallida).

## Història
La NASA fa molts anys que planeja l'exploració i l'ús dels recursos lunars naturals. La NASA ha identificat una varietat d'objectius d'exploració, ciència i tecnologia que es podrien abordar enviant regularment instruments, experiments i altres petites càrregues útils a la Lluna.
Quan l'estudi conceptual del rover Resource Prospector es va cancel·lar l'abril de 2018, els funcionaris de la NASA van explicar que l'exploració de la superfície lunar continuaria en el futur, però utilitzant serveis comercials d'aterratge sota un nou programa CLPS. Més tard aquell abril, la NASA va anunciar el programa Commercial Lunar Payload Services com el primer pas en la sol·licitud de vols a la Lluna. L'abril de 2018, CLPS va emetre un esborrany de sol·licitud de proposta i el setembre de 2018 es va emetre la sol·licitud de proposta de CLPS com a sol·licitud formal.
El 29 de novembre de 2018, la NASA va anunciar les nou primeres empreses que estarien autoritzades a licitar per contractes, que eren contractes de lliurament indefinit, quantitats indefinides amb un valor de contracte màxim combinat de 2.600 milions de dòlars durant deu anys.
El febrer de 2018, la NASA va emetre una sol·licitud per a càrregues útils de tecnologia i instruments de superfície lunar que es poden convertir en clients de CLPS. Les propostes s'havien de presentar abans del novembre de 2018 i el 17 de gener de 2019. La NASA fa convocatòries anuals de propostes.
El 31 de maig de 2019, la NASA va anunciar una llista de premis, a Astrobotic, de Pittsburgh, Pennsilvània, 79,5 milions de dòlars; Intuitive Machines, de Houston, Texas, 77 milions de dòlars; i OrbitBeyond, 97 milions de dòlars; per llançar els seus Moon Landers. No obstant això, Orbit Beyond va abandonar el juliol de 2019 (amb la NASA va reconèixer la rescissió del contracte el 29 de juliol de 2019), però va continuar licitant per a futures missions. El gener de 2024, la NASA va informar que l'adjudicació inicial a Astrobotic havia crescut fins als 108 milions de dòlars, per transportar cinc càrregues útils de ciència de la NASA en lloc del nombre inicial de 14, i que el valor del contracte per a les màquines intuïtives havia augmentat a 118 milions de dòlars.
L'1 de juliol de 2019, es va atorgar un contracte de 5,6 milions de dòlars a Astrobotic i al seu soci Carnegie Mellon University per desenvolupar MoonRanger, un 13 kg (29 lb) rover per transportar càrregues útils a la Lluna per al CLPS de la NASA. El llançament es va preveure per al 2021 o el 2022.  El rover portaria càrregues útils de ciència encara per determinar i desenvolupar per altres proveïdors, que es centrarien a explorar i crear mapes en 3D d'una regió polar per trobar signes de gel d'aigua o fosses lunars per a les entrades a les coves de la Lluna. El rover funcionaria majoritàriament de manera autònoma fins a una setmana.
El 18 de novembre de 2019, la NASA va afegir cinc contractistes al grup d'empreses elegibles per licitar per lliurar grans càrregues útils a la superfície lunar sota el programa CLPS: Blue Origin, Ceres Robotics, Sierra Nevada Corporation, SpaceX i Tyvak Nano-Satellite Systems.
El 8 d'abril de 2020, la NASA va anunciar que havia adjudicat el quart contracte CLPS (després dels premis d'Astrobotic, Intuitive Machines i OrbitBeyond) per a Masten Space Systems. El contracte, per valor de 75,9 milions de dòlars, va ser per a l'aterratge lunar XL-1 de Masten per lliurar càrregues útils de la NASA i altres clients al pol sud de la Lluna a finals de 2022.
L'11 de juny de 2020, la NASA va atorgar a Astrobotic Technology el seu segon contracte CLPS. La missió seria el primer vol de l'aterratge Griffin més gran d'Astrobotic. Griffin pesa 450 kg. L'adjudicació va ser de 199,5 milions de dòlars que cobreix els costos de llançament i de llançament de Griffin. La missió estava programada per al novembre de 2024.
El 16 d'octubre de 2020, la NASA va atorgar a Intuitive Machines el seu segon contracte CLPS per a Intuitive Machines Mission 2 (IM-2). El contracte tenia un valor aproximat de 47 milions de dòlars. Utilitzant un aterratge Nova-C, la missió aterraria un trepant (PRIME-1) combinat amb un espectròmetre de masses prop del pol sud lunar, per intentar collir gel de sota la superfície. La missió estava programada per al desembre de 2022, utilitzant un coet Falcon 9.
El 4 de febrer de 2021, la NASA va atorgar un contracte CLPS a Firefly Aerospace, de Cedar Park, Texas, per aproximadament 93,3 milions de dòlars, per lliurar un conjunt de 10 investigacions científiques i demostracions tecnològiques a la Lluna el 2023 (posteriorment es va retardar fins al 2024). Aquest va ser el sisè premi (setè comptant amb el premi OrbitBeyond que més tard es va cancel·lar) per al lliurament de la superfície lunar (un aterratge lunar) sota la iniciativa CLPS. Aquest va ser el primer lliurament atorgat a Firefly Aerospace, que proporcionaria el servei de lliurament lunar mitjançant el seu aterratge Blue Ghost, dissenyat i desenvolupat a les instal·lacions de l'empresa Cedar Park.

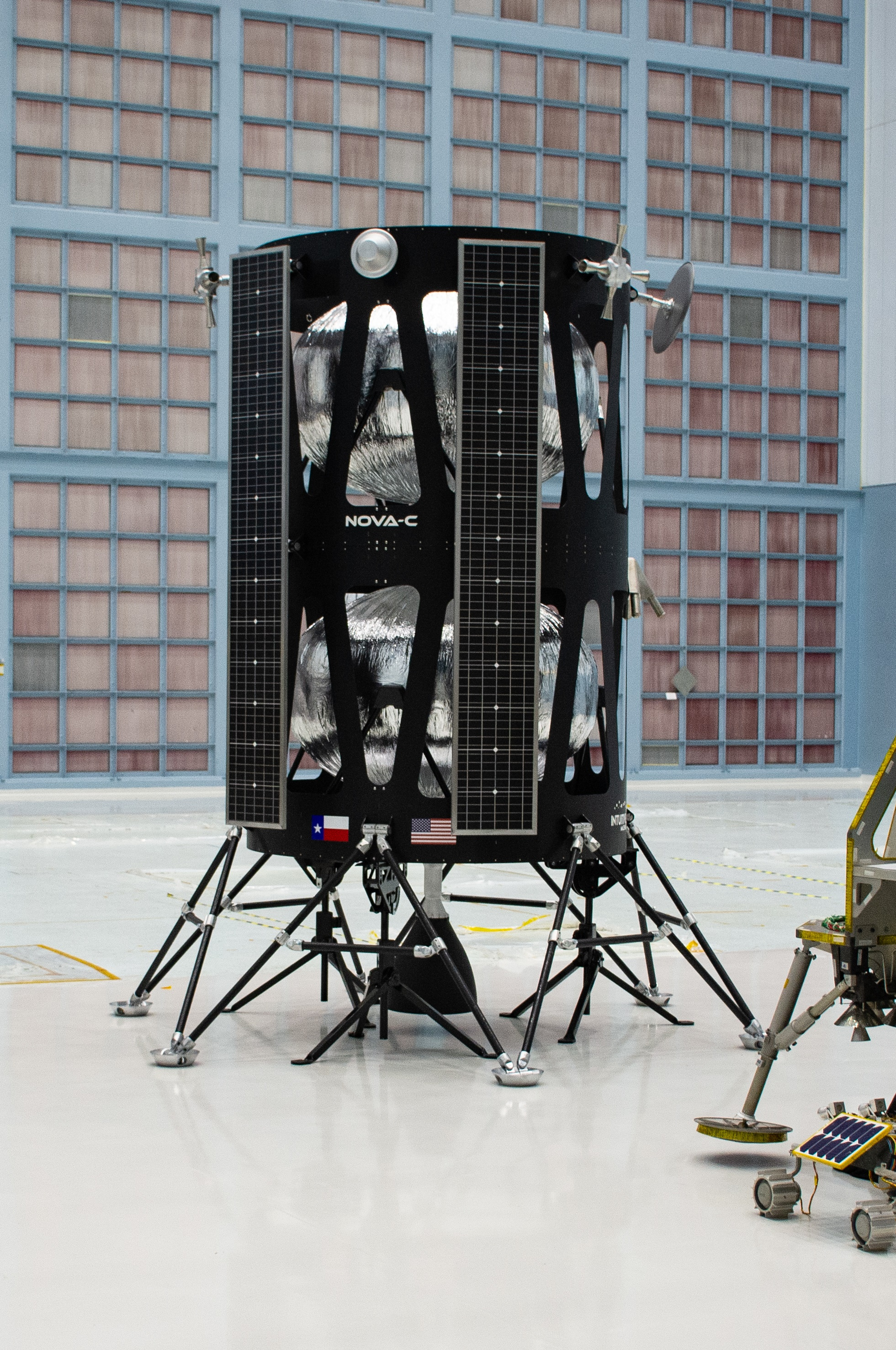
Model d'aterratge Nova-C, exposat el maig de 2019 al Goddard Space Flight Center de la NASA a Greenbelt, Maryland

El següent (setè, sense comptar el contracte OrbitBeyond) CLPS va ser atorgat per la NASA el 17 de novembre de 2021 a Intuitive Machines, el seu tercer premi. El seu aterratge Nova-C va ser contractat per aterrar quatre càrregues útils de la NASA (unes 92 kg en total) per estudiar una característica lunar anomenada Reiner Gamma. La missió es coneixia com a missió IM-3 i estava previst aterrar a la Lluna el 2024. El valor del contracte era de 77,5 milions de dòlars i, segons el contracte, Intuitive Machines era responsable dels serveis de lliurament d'extrem a extrem, inclosa la integració de la càrrega útil, el lliurament des de la Terra a la superfície de la Lluna i les operacions de càrrega útil.
El 21 de juliol de 2022, la NASA va anunciar que havia adjudicat un contracte CLPS (8è, sense comptar OrbitBeyond) per valor de 73 milions de dòlars a un equip liderat per l'empresa Draper. La missió va tenir com a objectiu la conca de Schrödinger a l'extrem de la Lluna, prevista per al 2025. L'aterratge de la missió, anomenat SERIES-2 per Draper, lliuraria a Schrödinger Basin tres experiments per recollir dades sísmiques, mesurar el flux de calor i la conductivitat elèctrica del subsòl lunar i mesurar els fenòmens electromagnètics creats per la interacció del vent solar i el plasma amb el superfície lunar. Aquesta missió seria la primera missió CLPS per apuntar al costat més llunyà de la Lluna i pretén ser el segon aterratge (després del Chang'e-4 de la Xina) al costat més llunyà de la Lluna. La missió també desenvoluparia i desplegaria dos satèl·lits de retransmissió de dades, imprescindibles per a les missions al costat llunyà lunar. Moltes empreses estan involucrades en la missió amb Draper com a contractista principal, inclòs ispace. El 29 de setembre de 2023, ispace va anunciar que l'aterratge SERIES-2 havia estat redissenyat i rebatejat com APEX 1.0, fet que va fer que la missió es retardés fins al 2026.
Masten Space Systems es va declarar en fallida el juliol de 2022, amb gairebé tots els seus actius venuts a Astrobotic Technology. Això va provocar la cancel·lació de la missió CLPS de Masten.
El 14 de març de 2023, la NASA va atorgar a Firefly una comanda de tasques de 112 milions de dòlars (8è contracte CLPS, sense comptar OrbitBeyond o Masten Space Systems) per a una missió a l'altre costat de la Lluna utilitzant el segon aterratge Blue Ghost, que s'esperava llançar el 2026.

## Visió general

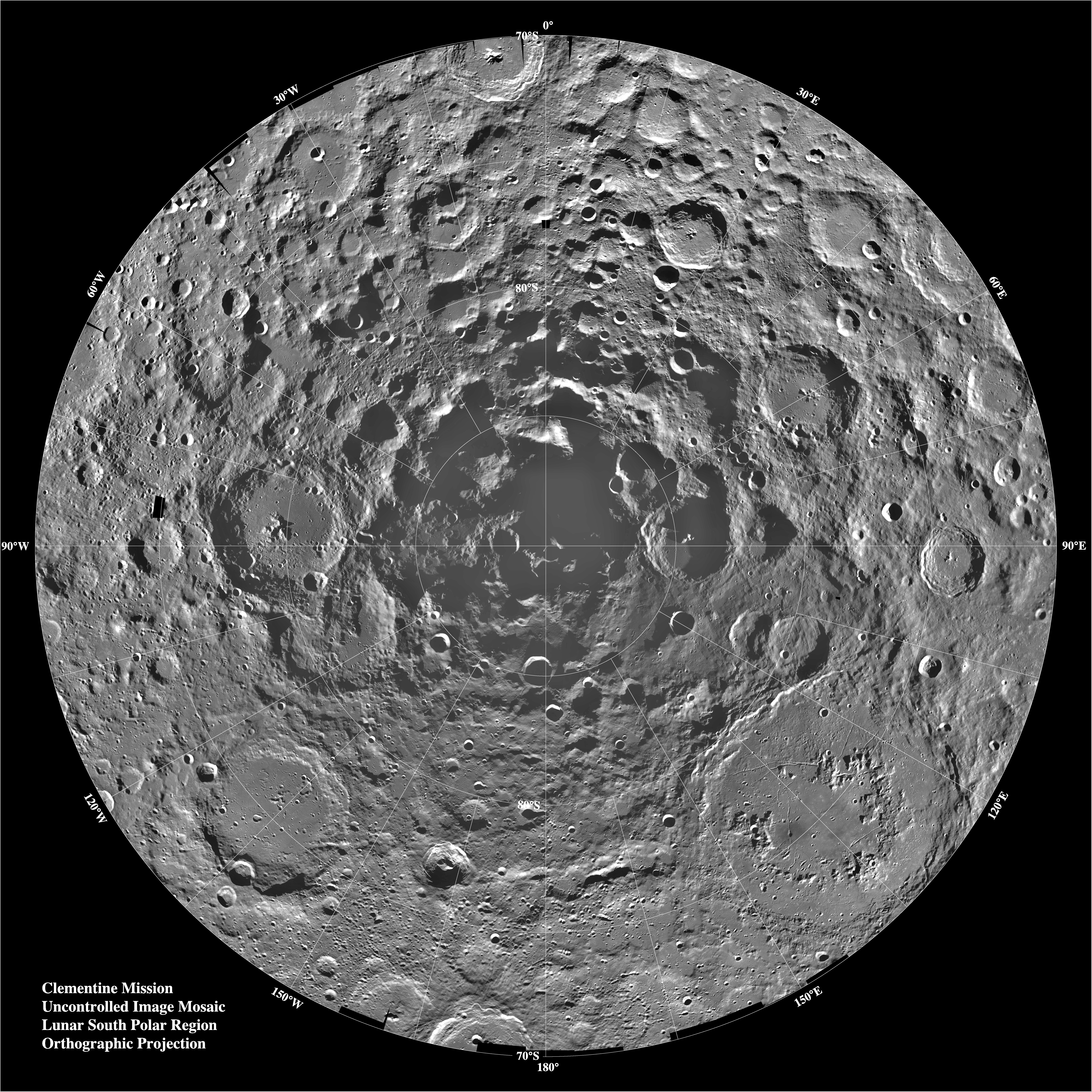
La regió del pol sud lunar té un interès especial a causa de l'aparició de gel d'aigua en zones permanentment ombrejades dins dels cràters, prop de l'energia solar constant a les vores del cràter i abundants metalls i oxigen a la regolita.

S'espera que la naturalesa competitiva del programa CLPS redueixi el cost de l'exploració lunar, acceleri el retorn robòtic a la Lluna, el retorn de mostres, la prospecció de recursos a la regió del polar sud i promogui la innovació i el creixement de les indústries comercials relacionades. El programa de desenvolupament de càrrega útil s'anomena Desenvolupament i avenç de la instrumentació lunar (DALI) i els objectius de la càrrega útil són l'exploració, la utilització de recursos in situ (ISRU) i la ciència lunar. S'esperava que els primers instruments es seleccionessin l'estiu de 2019, i s'esperava que les oportunitats de vol comencessin el 2021.
S'emetran diversos contractes i les primeres càrregues útils probablement seran petites a causa de la capacitat limitada dels aterradors comercials inicials. Els primers aterradors i rovers seran demostradors tecnològics de maquinari com ara aterratge de precisió/evitat de perills, generació d'energia (solar i RTG), utilització de recursos in situ (ISRU), gestió de fluids criogènics, operacions i detecció autònomes i aviònica avançada, mobilitat, mecanismes i materials. Aquest programa requereix que només els vehicles de llançament dels EUA puguin llançar la nau espacial. La massa dels aterradors i rovers pot variar des de la miniatura fins a 1,000 kg (2,200 lb),  amb un 500 kg (1,100 lb) l'aterratge que es vol llançar el 2022.
L'esborrany de la carta de presentació de la sol·licitud de proposta estableix que els contractes tindran una durada de fins a 10 anys. A mesura que sorgeixi la necessitat de la NASA d'enviar càrregues útils a la superfície lunar (i altres destinacions cislunars), emetrà "ordres de tasques" de preu fix per a les quals els contractistes principals aprovats puguin licitar. Amb cada ordre de tasca s'emetrà un àmbit de treball. Les propostes de CLPS s'estan avaluant en funció de cinc estàndards tècnics d'accessibilitat.
La NASA suposa un cost d'un milió de dòlars per quilogram lliurat a la superfície lunar. (Aquesta xifra es pot revisar després d'un aterratge lunar quan els costos reals estiguin disponibles.)

## Referència
1. ↑  Harwood, William. «NASA moon landing: Space agency taps 3 companies for Artemis program moon missions – Astrobotic, Intuitive Machines, and Orbit Beyond» (en anglès americà). www.cbsnews.com, 31-05-2019. [Consulta: 14 maig 2024].
2. ↑  «NASA Expands Plans for Moon Exploration: More Missions, More Science» (en anglès).   NASA, 30-04-2018. Arxivat de l'original el February 16, 2020. [Consulta: 4 juny 2018].
3. ↑  «Draft Commercial Lunar Payload Services – CLPS solicitation» (en anglès). Federal Business Opportunities.   NASA. Arxivat de l'original el October 8, 2018. [Consulta: 4 juny 2018].
4. ↑  «Draft Commercial Lunar Payload Services – CLPS solicitation» (en anglès). Federal Business Opportunities.   NASA. Arxivat de l'original el October 8, 2018. [Consulta: 4 juny 2018].
5. ↑  «NASA Expands Plans for Moon Exploration: More Missions, More Science» (en anglès).   NASA, 30-04-2018. Arxivat de l'original el February 16, 2020. [Consulta: 4 juny 2018].
6. ↑  Foust, Jeff. «NASA emphasizes commercial lunar lander plans with Resource Prospector cancellation» (en anglès americà). SpaceNews, 28-04-2018. [Consulta: 14 maig 2024].
7. ↑  «NASA Expands Plans for Moon Exploration: More Missions, More Science» (en anglès).   NASA, 30-04-2018. Arxivat de l'original el February 16, 2020. [Consulta: 4 juny 2018].
8. 1 2  «Draft Commercial Lunar Payload Services – CLPS solicitation» (en anglès). Federal Business Opportunities.   NASA. Arxivat de l'original el October 8, 2018. [Consulta: 4 juny 2018].
9. ↑  Clark, Stephen. «NASA cancels lunar rover, shifts focus to commercial moon landers» (en anglès americà). Spaceflight Now, 01-06-2018. [Consulta: 14 maig 2024].
10. ↑  «Commercial Lunar Payload Services
Solicitation Number: 80HQTR18R0011R» (en anglès). Federal Business Opportunities.   NASA. Arxivat de l'original el May 9, 2020. [Consulta: 29 gener 2019].
11. 1 2  «NASA Announces New Partnerships for Commercial Lunar Payload Delivery Services» (en anglès). NASA.GOV.   NASA, 29-11-2018. Arxivat de l'original el November 25, 2020. [Consulta: 29 novembre 2018].
12. ↑  «NASA Calls for Instruments, Technologies for Delivery to the Moon» (en anglès).   NASA, 18-10-2018. Arxivat de l'original el September 26, 2019. [Consulta: 21 desembre 2018].
13. ↑  «Lunar Surface Instrument and Technology Payloads» (en anglès). NSPIRES – NASA Solicitation and Proposal Integrated Review and Evaluation System.   NASA. [Consulta: 21 desembre 2018].
14. ↑  «NASA chooses three companies to send landers to the moon» (en anglès). United Press International. Arxivat de l'original el January 22, 2020. [Consulta: 1r juny 2019].
15. ↑  Wall, Mike. «Private Company Orbit Beyond Drops Out of 2020 NASA Moon-Landing Deal» (en anglès). Space.com, 30-07-2019. [Consulta: 14 maig 2024].
16. ↑  «x.com» (en anglès). X (formerly Twitter).
17. ↑  «Final preparations underway for launch of first Intuitive Machines lunar lander» (en anglès), 01-02-2024.
18. 1 2  Roston, Brittany. «Astrobotic Gets $5.6m NASA Contract To Develop MoonRanger Rover» (en anglès americà). SlashGear, 01-07-2019. [Consulta: 14 maig 2024].
19. 1 2  Spice, Byron. «NASA Selects Carnegie Mellon, Astrobotic To Build Lunar Robot – News – Carnegie Mellon University» (en anglès). www.cmu.edu, 03-07-2019. [Consulta: 14 maig 2024].
20. ↑  Grush, Loren. «NASA partners with SpaceX, Blue Origin, and more to send large payloads to the Moon 5 – The companies are aiming to land in the early 2020s» (en anglès). The Verge, 18-11-2019. Arxivat de l'original el December 6, 2019. [Consulta: 25 maig 2020].
21. 1 2  «Astrobotic Awarded $199.5 Million Contract to Deliver NASA Moon Rover | Astrobotic» (en anglès). Arxivat de l'original el June 13, 2020. [Consulta: 13 juny 2020].
22. ↑  «NASA Replans CLPS Delivery of VIPER to 2024 to Reduce Risk» (en anglès). NASA, 18-07-2022. [Consulta: 18 juliol 2022].
23. ↑  Brown, Katherine. «NASA Selects Intuitive Machines to Land Water-Measuring Payload on the Moon» (en anglès). NASA, 16-10-2020. Arxivat de l'original el October 18, 2020. [Consulta: 15 novembre 2020].
24. ↑  «Draper wins NASA contract for farside lunar lander mission» (en anglès), 22-07-2022.
25. ↑  Foust, Jeff. «Ispace revises design of lunar lander for NASA CLPS mission» (en anglès). SpaceNews, 29-09-2023. [Consulta: 30 setembre 2023].
26. ↑  Foust, Jeff. «Masten Space Systems files for bankruptcy» (en anglès). SpaceNews, 29-07-2022. [Consulta: 13 març 2023].
27. ↑  Foust, Jeff. «Court approves sale of Masten assets to Astrobotic» (en anglès). SpaceNews, 11-09-2022. [Consulta: 13 març 2023].
28. ↑  Foust, Jeff. «Firefly wins second NASA CLPS mission» (en anglès). SpaceNews, 15-03-2023. [Consulta: 5 abril 2023].
29. 1 2  «Draft Commercial Lunar Payload Services – CLPS solicitation» (en anglès). Federal Business Opportunities.   NASA. Arxivat de l'original el October 8, 2018. [Consulta: 4 juny 2018].
30. ↑  Clark, Stephen. «NASA cancels lunar rover, shifts focus to commercial moon landers» (en anglès americà). Spaceflight Now, 01-06-2018. [Consulta: 14 maig 2024].
31. 1 2  «Draft Commercial Lunar Payload Services – CLPS solicitation» (en anglès). Federal Business Opportunities.   NASA. Arxivat de l'original el October 8, 2018. [Consulta: 4 juny 2018].
32. ↑  «Draft Commercial Lunar Payload Services – CLPS solicitation» (en anglès). Federal Business Opportunities.   NASA. Arxivat de l'original el October 8, 2018. [Consulta: 4 juny 2018].
33. ↑  Report Series: Committee on Astrobiology and Planetary Science. Review of the Commercial Aspects of NASA SMD's Lunar Science and Exploration (en anglès).  The National Academies Press, 2019, p. 15. DOI 10.17226/25374. ISBN 978-0-309-48928-7.